# Francis Benali
Francis Vincent Benali OBE (Southampton, 30 december 1968) is een Engels voormalig betaald voetballer die doorgaans als vleugelverdediger speelde. Hij stond zijn gehele profcarrière onder contract bij Southampton, van 1988 tot 2004. 

## Clubcarrière
Benali werd geboren in Southampton. Hij werd in 1985 als zestienjarige opgenomen in de jeugd van Southampton FC. De daaropvolgende zestien seizoenen heeft Benali geen andere club gekend dan Southampton. Alleen in het seizoen 2000/01 werd de vleugelverdediger, die op beide flanken uit de voeten kon, verhuurd aan toenmalig tweedeklasser Nottingham Forest. In mei 2001 was zijn uitleenbeurt ten einde. Hij scoorde in 311 competitiewedstrijden voor Southampton één doelpunt. Dat gebeurde op 13 december 1997 in de Premier League tegen Leicester City op The Dell, het voormalige stadion van Southampton. Hij scoorde met een kopbal uit een vrije schop genomen door aanvoerder Matthew Le Tissier. In augustus 2001 was Benali er ook bij toen de club naar het nieuwe stadion St. Mary's Stadium verhuisde. In januari 2003 verloor Benali zijn basisplaats als linksachter aan de jonge Wayne Bridge, die later voor Chelsea en Manchester City uitkwam. In 2004 stopte Benali met profvoetbal. Twee jaar na zijn pensioen haalde hij de voetbalschoenen weer boven. Benali speelde van 2006 tot 2008 voor amateurclub Eastleigh, de club waar ook zijn Southampton-teamgenoot Jason Dodd actief is geweest. Hij stopte op 39-jarige leeftijd definitief en werd toen jeugdtrainer bij Southampton. Benali coachte onder meer Southampton –12.

## Later leven
Benali zet zich sinds het einde van zijn loopbaan in voor mensen die aan kanker lijden. Hij is peter van twee kankerfondsen uit het Verenigd Koninkrijk: The Children's Fire and Burn Trust en The Dave Wellman Cancer Trust. In augustus-september 2014 liep hij van het ene Premier League-stadion naar het andere (20 stadions, 1.600 km). In 2016 liep hij twaalf marathons in twaalf dagen ten voordele van kankeronderzoek. In 2019 voltooide hij zeven Ironmans in evenveel dagen voor het goede doel. Benali werd in 2020 lid van de Orde van het Britse Rijk (MBE) voor zijn inzet voor kankerpatiënten in het Verenigd Koninkrijk.
Benali richtte samen met Le Tissier een spelersmakelaarsbedrijf op: 73 Management. Le Tissier droeg nummer 7 bij Southampton, Benali droeg nummer 3.